# Ovronnaz

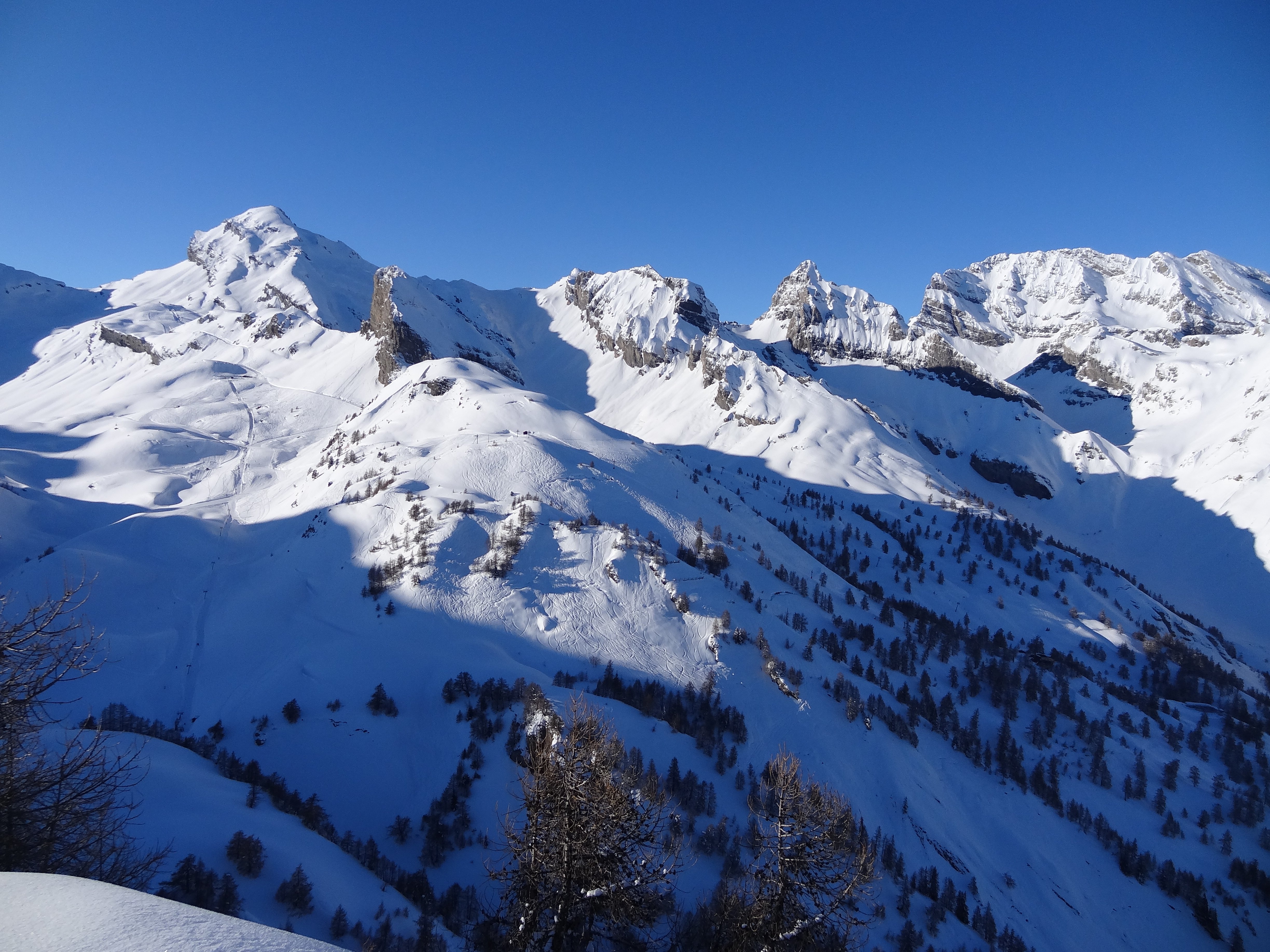
Skigebiet von Ovronnaz

Ovronnaz ist ein kleiner Ferien- und Kurort im französischsprachigen Teil des Kantons Wallis in der Schweiz. Politisch gehört es zur Gemeinde Leytron, in der Nähe von Martigny.
Ovronnaz hat sowohl ein kleines Ski- und Wandergebiet als auch ein Thermalbad.

## Geographie
Das Dorf liegt auf der Südseite der Berner Alpen auf einer südexponierten Sonnenterrasse über dem Rhonetal, auf einer Höhe von rund 1'300 Metern. Das Dorf ist umgeben von den Gipfeln des Grand Chavalard, des Petit und Grand Muveran und des Haut de Cry.

## Geschichte
Um 1900 war Ovronnaz nur ein Maiensäss, das über einen Maultierpfad mit Leytron im Rhonetal verbunden war. Ein erstes Hotel wurde 1914 gebaut. Mit der Zeit errichteten die Talleute mehr und mehr Chalets für den Sommer, und zwar in ganz lockerer Streubauweise, getrennt durch grössere Baumgruppen. Die wurde auch bei der heutigen "Station" beibehalten, die auf einem nach Südwesten geneigten Hochplateau verteilt ist. Der erste Skilift wurde 1955 erstellt. Zum eigentlichen Ferienort wurde Ovronnaz erst in den 1960er Jahren mit dem Verkauf von Landparzellen an Auswärtige und dem Bau von Appartementhäusern.

## Tourismus

### Sommer
Die Region rund um Ovronnaz bietet ein schönes Wanderwegnetz durch Rebberge, über Alpwiesen bis hinauf in die Bergwelt der Muveran-Kette und zum Fully-See. Für Mountainbiker stehen verschiedene Routen zur Verfügung.

### Winter
Drei Sessellifte und fünf Skilifte erschliessen das Skigebiet von Ovronnaz auf einer Höhe zwischen 1400 und 2500 m. Eine kuppelbare 4er-Sesselbahn, Baujahr 1993, führt vom Dorfparkplatz ins Skigebiet auf ’’Jorasse ’’ (1940 m).
Ovronnaz bietet rund 20 Kilometer markierte Winterwanderwege an. Auf Schneeschuhläufer warten 11 Kilometer markierte Trails. Das Loipennetz umfasst 25 Kilometer gespurte Loipen.

### Thermalbad
Die Thermalbäder ’’Bains d'Ovronnaz’’ sind ganzjährig geöffnet und bestehen aus zwei Freibädern, einem Hallenbad, einem Whirlpool, einem Massagebereich und weitere Dienstleistungen eines Kurbetriebes. Die Wassertemperatur liegt zwischen 32 und 35 Grad.